# Claudio Angelo Giuseppe Calabrese
Claudio Angelo Giuseppe Calabrese oder Claude-Ange-Joseph Calabrese (* 18. Februar 1867 in Fourneaux im Département Savoie, Frankreich; † 7. Mai 1932 in Aosta) war ein italienischer Geistlicher. Er war Bischof von Aosta im italienischen Aostatal.

## Leben
Claudio Angelo Giuseppe Calabrese empfing am 21. September 1889 die Priesterweihe. Am 7. Mai 1920 wurde er von Benedikt XV. zum Bischof des Bistums Aosta ernannt. Die Bischofsweihe spendete ihm der Bischof von Susa Giuseppe Castelli, am 11. Juli desselben Jahres.